# Kadiatou Camara
Kadiatou Camara (* 4. Mai 1981 in Ségou) ist eine ehemalige malische Leichtathletin, die sich auf den Sprint und den Weitsprung spezialisiert hat.

## Sportliche Laufbahn
Erste Erfahrungen bei internationalen Meisterschaften sammelte Kadiatou Camara im Jahr 1998, als sie bei den Juniorenweltmeisterschaften in Annecy mit 25,88 s in der ersten Runde im 200-Meter-Lauf ausschied. Im Jahr darauf nahm sie erstmals an den Afrikaspielen in Johannesburg teil und schied dort mit 11,99 s im Halbfinale im 100-Meter-Lauf aus und belegte im Weitsprung mit 5,90 m den elften Platz. 2000 startete sie dank einer Wildcard über 100 Meter bei den Olympischen Sommerspielen in Sydney und kam dort mit 11,65 s nicht über die erste Runde hinaus. Anschließend gelangte sie bei den Juniorenweltmeisterschaften in Santiago de Chile bis ins Viertelfinale und schied dort mit 11,93 s aus. Im Jahr darauf schied sie bei den Spielen der Frankophonie in Ottawa mit 11,87 s im Semifinale über 100 Meter aus und schied über 200 Meter mit 24,05 s im Vorlauf aus. Daraufhin startete sie über 100 Meter bei den Weltmeisterschaften im kanadischen Edmonton und kam dort mit 11,89 s nicht über die Vorrunde hinaus. 2002 schied sie bei den Afrikameisterschaften in Radès mit 11,86 s im Vorlauf über 100 Meter aus und belegte mit 5,71 m den siebten Platz im Weitsprung. Im Jahr darauf schied sie bei den Hallenweltmeisterschaften in Birmingham mit 7,42 s in der ersten Runde im 60-Meter-Lauf aus und anschließend erreichte sie bei den Weltmeisterschaften in Paris das Viertelfinale über 100 Meter, in dem sie mit 11,73 s ausschied. Daraufhin nahm sie erneut an den Afrikaspielen in Abuja teil und schied dort mit 11,67 s im Halbfinale über 100 Meter aus und wurde mit 6,18 m Fünfte im Weitsprung. Anschließend gelangte sie bei den Afro-asiatischen Spielen in Hyderabad mit 6,30 m auf Rang vier im Weitsprung. 2004 schied sie bei den Hallenweltmeisterschaften in Budapest mit 7,47 s im Semifinale über 60 Meter aus und im Juli gewann sie bei den Afrikameisterschaften in Brazzaville in 23,22 s die Silbermedaille über 200 Meter hinter der Südafrikanerin Geraldine Pillay und über 100 Meter schied sie mit 11,57 s im Halbfinale aus. Zudem gewann sie im Weitsprung mit 6,29 m die Silbermedaille hinter der Senegalesin Kéné Ndoye. Im August startete sie über 200 Meter bei den Olympischen Sommerspielen in Athen und kam dort mit 23,56 s nicht über die erste Runde hinaus. Zudem war sie Fahnenträgerin ihrer Nation bei der Eröffnungsveranstaltung der Spiele.
2006 belegte sie bei den Afrikameisterschaften in Bambous in 23,47 s den vierten Platz über 200 Meter und gelangte mit 12,10 s auf Rang sechs im 100-Meter-Lauf. Im Jahr darauf wurde sie bei den Afrikaspielen in Algier in 23,48 s Vierte über 200 Meter und anschließend schied sie bei den Weltmeisterschaften in Osaka über diese Distanz mit 23,48 s im Vorlauf aus. 2008 gewann sie bei den Afrikameisterschaften in Addis Abeba in 22,70 s die Silbermedaille über 200 Meter hinter der Südafrikanerin Isabel Le Roux, ehe sie bei den Olympischen Sommerspielen in Peking mit 23,06 s im Viertelfinale ausschied. Im Jahr darauf gewann sie dann bei den Spielen der Frankophonie in Beirut in 11,73 s die Silbermedaille über 100 Meter hinter der Kanadierin Geneviève Thibault und über 200 Meter klassierte sie sich mit 23,88 s auf dem vierten Platz. Im Mai 2010 bestritt sie in Niamey ihren letzten offiziellen Wettkampf und beendete daraufhin ihre aktive sportliche Karriere im Alter von 29 Jahren.

## Persönliche Bestzeiten
- 100 Meter: 11,39 s (+1,0 m/s), 30. März 2008 in Dakar (malischer Rekord)
  - 60 Meter (Halle): 7,35 s, 23. Februar 2003 in Moskau (malischer Rekord)
- 200 Meter: 22,70 s (+1,5 m/s), 4. Mai 2008 in Addis Abeba (malischer Rekord)
- Weitsprung: 6,53 m, 6. April 2003 in Bamako (malischer Rekord)
  - Weitsprung (Halle): 5,76 m, 29. Januar 2004 in Samara